# Pine Gap
Koordinaten: 23° 47′ 52″ S, 133° 44′ 12″ O

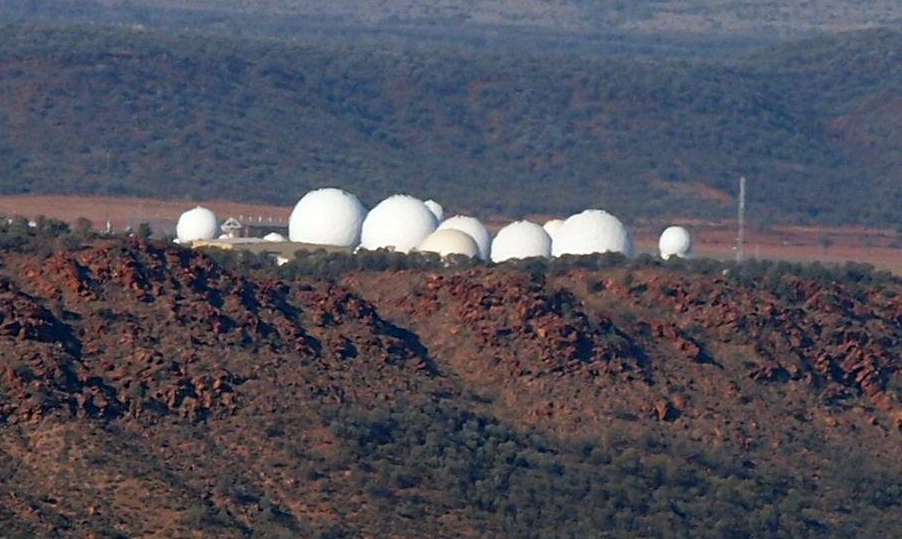
Pine Gap

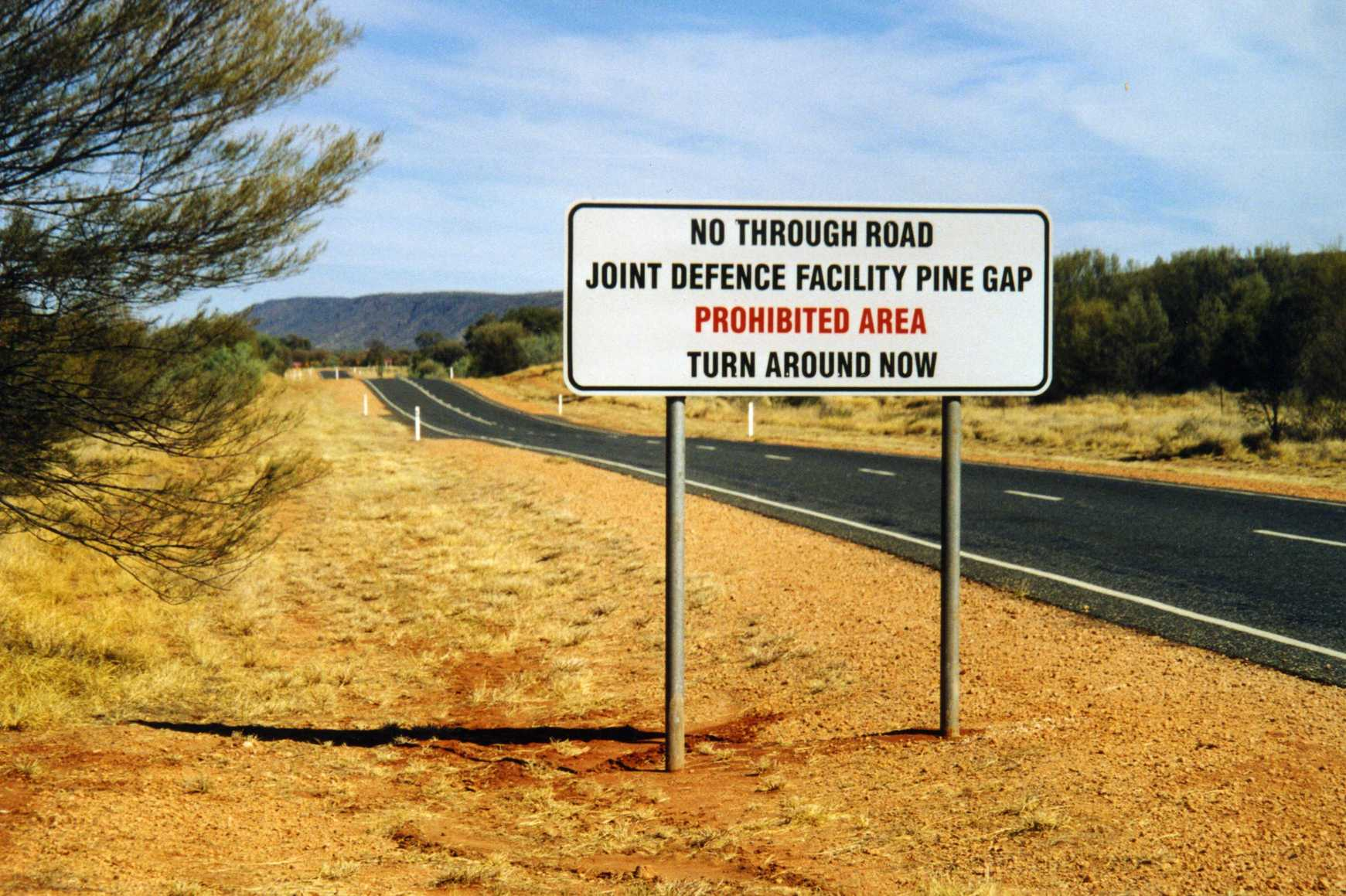
Warnhinweis an einer Straße nach Pine Gap

Pine Gap (Codename: Merino) ist eine gemeinsame Militärbasis der USA und Australiens etwa 19 Kilometer südwestlich der Stadt Alice Springs, mitten im australischen Outback.
1967 baute der US-Geheimdienst CIA während des Kalten Krieges an dem Ort eine Überwachungs- und Abhöranlage, die von der US-Agentur Advanced Research Projects Agency (ARPA; heute DARPA) des US-Verteidigungsministeriums betrieben wurde. Die Basis mit über 800 Mitarbeitern wird komplett von den USA finanziert und heute als Joint Defense Facility Pine Gap bezeichnet. Sie besteht aus mehreren Antennenanlagen u. a. unter acht großen Radomen sowie einem Lage- und Auswertungszentrum. Diese Kommunikations- und Abhöreinrichtung arbeitet oder arbeitete auch als Teil des Spionagenetzwerks ECHELON.
Die Anlage spielte eine Rolle im Irak- und im Afghanistankrieg.
Laut Desmond Ball, der im Report des Australischen Parlaments zitiert wird, ist die Pine Gap Anlage das Mission Control Center und Verarbeitungszentrum für eine Reihe von geostationären Satelliten über dem Äquator, deren Aufgabe es ist, im Rahmen des Signals Intelligence Informationen zu sammeln.
Der Sydney Morning Herald benannte Pine Gap als eine von vier Überwachungseinrichtungen in Australien neben HMAS Harman, Shoal Bay und Geraldton/Kojarena, welche die Software XKeyscore benutzen, um Daten für die NSA zu sammeln.
Tim Marshall bezeichnet Pine Gap als "eine der weltweit wichtigsten Überwachungs- und Abhöranlagen der USA". Sie beobachte "Raketenstarts, unterstützt die amerikanischen und japanischen Raketenabwehrsysteme und spielt auch eine wachsende Rolle für das neue geschaffene US-Space Command." Zur strategischen Bedeutung schreibt Marshall: "Bei der Frage, wie stark sich die USA bei der Verteidigung Australiens engagieren, ist Pine Gap für Canberra ein wichtiges Faustpfand."

## Sonstiges
Im sechsteiligen australischen TV-Politthriller Pine Gap (2018; zu sehen auf Netflix) wird die Abhörstation zum Schauplatz einer Jagd nach einem Verräter. Wegen der Darstellung einer chinesischen Demarkationslinie im Südchinesischen Meer löste die Serie diplomatische Verwicklungen aus und wurde aus dem vietnamesischen Angebot des Streamingdienstes entfernt. Auch die Philippinen beschwerten sich.